# Còdec de vídeo
Un còdec de vídeo (codificador/descodificador) és un mòdul de programari que permet la compressió i descompressió de vídeo digital. La majoria de còdecs comprimeixen la informació, perquè pugui ser emmagatzemada o transmesa amb el mínim espai possible, per aconseguir-ho s'aprofita que les seqüències de vídeo presenten redundància en les dimensions espacial i temporal. Per tan eliminant informació redundant s'aconsegueix codificar la informació optimitzada.

## Funcionament

### Espai de color i mostreig
En general els codificadors de vídeo comencen per realitzar la conversió del senyal de chroma, passen del format RGB al format de color YCbCr la qual cosa permet la realització d'un mostreig ortogonal (els més comuns són: 4:4:4, 4:2:2 i 4:2:0). La conversió a aquest nou format genera dos avantatges: 
- Millora la compressió disminuint la correlació entre els senyals de color.
- Separa el senyal de luminacia de la de chroma, ja que aquesta última és menys important a efectes del sistema visual humà, per tant es pot representar a partir d'un mostreig de menor resolució.

### Redundància i quantificació
Els senyals de vídeo presenten diferents tipus de redundància i informació irrellevant que pot ser eliminada o reduïda a partir d'un senzill procés de codificació. El procés més utilitzat és el de dividir la imatge en blocs (normalment 8x8) i aplicar la DCT (discret cosine transform). Un cop la informació ha estat transformada, els coeficients són explorats en un ordre específic, i amb l'ajut d'una taula de valors de quantificació es quantifiquen aquests coeficients.

### Compensació de moviment
La compensació de moviment és una tècnica utilitzada en la codificació de vídeo que té com a principal objectiu eliminar la redundància temporal existent entre les imatges que componen una seqüència per tal d'augmentar la compressió.
El procés es basa en un algorisme que examina la successió de fotogrames consecutius, generalment molt similars entre si, per analitzar i estimar el moviment succeït entre cadascun d'ells. Si el sistema descobreix que una secció de la imatge ja ha estat transmesa anteriorment, envia la informació referent a la seva antiga localització en lloc de la mateixa secció. D'aquesta manera, la millor predicció de la imatge actual vindrà donada per la compensació de moviment basant-se en els frames anteriors.

### Efecte de bloc
Un dels efectes visuals indesitjats de la codificació de vídeo és l'aparició de l'efecte bloc. Aquest efecte produeix l'aparició d'estructures de bloc en la imatge codificada i és degut principalment a la quantificació dels coeficients transformats per la DCT.
Existeixen diferents tipus de tècniques per eliminar aquests efecte, en general són filtres que el minimitzen. Per exemple, el nou estàndard de codificació de vídeo H.264/MPEG-4 AVC utilitza un filtre anomenat Adaptive in-loop deblocking filter capaç d'eliminar l'efecte bloc de manera molt òptima.

### Descodificació
El procés de descodificació consisteix bàsicament en el procés invers de cada pas realitzat en la codificació. L'únic pas que no pot ser invertit exactament és el de quantificació. Per això s'ha realitzat un procés d'aproximació anomenat quantificació invertida o dequantificació capaç de simular el procés invers.

## Estandardització
Hi ha dues organitzacions que dominen l'estandardització de codificadors de vídeo són:
- ITU-T Grup d'Experts de Codificació de Vídeo (VCEG)

Unió Internacional de les Telecomunicacions – Sector de l'Estandardització de les Telecomunicacions
- ISO/IEC Grup d'Experts d'Imatges en Moviment (MPEG)

Organització Internacional de l'Estandardització i Comissió Electrotècnica Internacional

## Tipus de còdecs de vídeo
- H.120(SVEG): el primer còdec de vídeo estandarditzat(1984).
- H.261(SVEG): creat pel grup ITU-T. va ser el primer estàndard pràctic. Va suposar un esforç pioner i tots els estàndards que han aparegut després s'han basat en el seu disseny.
- MPEG-1(MPEG): esdevingué norma pels CD de vídeo i inclou el popular format de compressió d'audio MP3.
- MPEG-2: està optimitzat per la qualitat de difusió per vídeo digital i ofereix una molt bona qualitat de vídeo i àudio. El major problema són l'alt requeriment de processació per aquests arxius. Cal pagar una llicència per a la distribució.
- H.262(SVEG) / MPEG-2(MPEG): el van desenvolupar conjuntament. Normes d'àudio i vídeo per a la difusió amb qualitat de televisió. Utilitzat per les operadores de televisió per satèl·lit i cable, i adaptat pels DVD de vídeo.
- H.263(SVEG): finalitzat el 1995 suposa una millora considerable respecte als predecessors.
- H.263v2(SVEG): la segona versió es va completar a principis de 1998. Proveeix una alta qualitat de coficiació i descodificació a temps real, pensat així per televisió o broadcasting. La mida aconseguida és 3 vegades més petita que amb els còdecs MPEG-2.
- H.264(SVEG) / MPEG-4 Part10(MPEG) / AVC: ha estat desenvolupat pel Joint Video Team (JVT) que va ser creat el 2001. Aquest equip està format per experts de MPEG i SVEG treballant conjuntament. Completat el 2004, proporciona un gran equilibri entre l'eficàcia de la codificació, la complexitat a l'hora de posar-lo en pràctica i el cost de la tecnologia de disseny del VLSI.
- DivX: creat per DivXNetworks Inc., és conegut per la seva capacitat de comprimir llargs vídeos en arxius petits.
- XviD
- Dirac
- DV

## Profunditat de bits i mostreig de color
Un dels aspectes que més afecten els còdecs són els de la profunditat de bits, pels quals a més bits, més informació tindrem, permetent així un etalonatge més agressiu i evitant el banding.
El mostreig de color indica la forma en la que es comprimirà la crominància.

## Resolució
Quantitat de línies verticals i horitzontals. No té relació amb la resolució real de la càmera amb la que han estat gravats ni amb la nitidesa. Són les dades de la compressió (expressades en Mbps o Mbit/s) la que ens informen de la compressió-qualitat que té aquest.
L'anomenat group of pictures (GOP), especifica l'ordre en el que s'emmagatzemen les imatges. Pot ser intra, on cada imatge és independent, o emprar diversos mètodes on s'empra una imatge independent de referència i altres emmagatzemades junt amb la mateixa contenció de la informació.
És a dir, emmagatzema una imatge, i les diferències en un grup determinat de les següents fins que tornes a tenir una imatge completa. Exemple:
GOP12: si es grava a 24 fps contindrà dues imatges completes en intervals de mig segon, 11 partint de la mateixa i els altres 11 interpolats.

## Ús dels códecs
S'utilitzen, principalment per comprimir les dades tot emprant un algoritme perquè amb la màxima compressió possible no hi hagi una gran pèrdua de qualitat final.
Hi ha de molts tipus, la majoria creats per la mateixa marca de la grabadora interna on grabem (en produccions normals, la mateixa càmera) o si és en grabadora externa es pot escollir sense compressió (RAW) o els còdecs que s'escullin, siguin de la marca que siguin. Els còdecs que provoquen pèrdua important d'informació s'anomenen Lossy. Són bastant habituals, ja que generalment és preferible tenir una lleugera pèrdua d'imatge que un arxiu molt més gran per una quantitat d'informació gairebé imperceptible en el resultat final.